# Ramón Castro Jijón
Ramón Castro Jijón (* 15. November 1915 in Esmeraldas; † 1. November 1984 in Quito) war ein ecuadorianischer Konteradmiral und als solcher vom 11. Juli 1963 bis zum 29. März 1966 Vorsitzender der Militärjunta, die außer ihm aus Luis Cabrera Sevilla, Guillermo Freile Posso und Marcos Gándara bestand.
Castro Jijón erfuhr seine militärische Ausbildung in Valparaíso, Chile. Als die Führer der drei Teile der Armee beschlossen, die Regierung von Carlos Julio Arosemena Monroy zu stürzen, übernahm Castro Jijón die Führung, da er das älteste Mitglied der Junta war. Nach einigen Reformen war die Rückkehr zur Demokratie für Juni 1966 geplant, was durch steigende Unzufriedenheit und Proteste der Bürger und gewaltsame Repression des Militärs verhindert wurde. So wurde am 30. März 1966 in Anwesenheit der ehemaligen Präsidenten Galo Plaza Lasso und Camilo Ponce Enríquez Clemente Yerovi das Präsidentenamt übergeben, damit er eine verfassunggebende Versammlung und demokratische Wahlen einberufen konnte.